# Бута-Буте
Бута-Буте (сесото Butha-Buthe) — поселення, адміністративний центр району Бута-Буте в Лесото. Станом на 2010 рік населення становило 5869 осіб. Місто названо на честь гори Бута-Буте, що знаходиться на півночі від міста.

## Клімат
Місто знаходиться у зоні, котра характеризується океанічним кліматом субтропічних нагір'їв. Найтепліший місяць — січень із середньою температурою 19.9 °C (67.8 °F). Найхолодніший місяць — червень, із середньою температурою 7.1 °С (44.8 °F).
| Клімат Бута-Буте        | Клімат Бута-Буте | Клімат Бута-Буте | Клімат Бута-Буте | Клімат Бута-Буте | Клімат Бута-Буте | Клімат Бута-Буте | Клімат Бута-Буте | Клімат Бута-Буте | Клімат Бута-Буте | Клімат Бута-Буте | Клімат Бута-Буте | Клімат Бута-Буте | Клімат Бута-Буте |
| Показник                | Січ.             | Лют.             | Бер.             | Квіт.            | Трав.            | Черв.            | Лип.             | Серп.            | Вер.             | Жовт.            | Лист.            | Груд.            | Рік              |
| Середній максимум, °C   | 25,7             | 24,6             | 23,1             | 19,8             | 17,1             | 14,6             | 14,9             | 17,4             | 21,2             | 22,4             | 23,2             | 24,9             | 20,7             |
| Середня температура, °C | 19,9             | 19,1             | 17,6             | 13,8             | 10,3             | 7,1              | 7,2              | 9,6              | 13,9             | 16               | 17,2             | 18,9             | 14,2             |
| Середній мінімум, °C    | 12,8             | 12,4             | 10,9             | 6,6              | 2,3              | −1,2             | −1,5             | 1,1              | 5,4              | 8,5              | 9,9              | 11,5             | 6,6              |
| Норма опадів, мм        | 118.6            | 96.4             | 103.3            | 57.5             | 25.5             | 14.2             | 9.1              | 20.2             | 29.3             | 64.6             | 98.6             | 108.3            | 745.6            |
| Днів з опадами          | 14,3             | 13,5             | 11,8             | 8,6              | 2,9              | 2,4              | 2,4              | 2,7              | 4,7              | 11,6             | 11,9             | 14,7             | 101,5            |
| Вологість повітря, %    | 61.8             | 65.1             | 65.8             | 65.3             | 59.6             | 58.8             | 55.4             | 49.3             | 50.2             | 55.5             | 58.9             | 59.5             | 58.8             |
| ----------------------- | ---------------- | ---------------- | ---------------- | ---------------- | ---------------- | ---------------- | ---------------- | ---------------- | ---------------- | ---------------- | ---------------- | ---------------- | ---------------- |
| Джерело: Weatherbase    |                  |                  |                  |                  |                  |                  |                  |                  |                  |                  |                  |                  |                  |